# Франц Александр (князь Нассау-Хадамара)
Франц Александр фон Нассау-Хадамар (нем. Franz Alexander von Nassau-Hadamar; 27 января 1674, Хадамар — 27 мая 1711, Хадамар) — последний (3-й) правящий князь Нассау-Хадамар (1679—1711).

## Биография
Франц Александр был вторым сыном князя Морица Генриха Нассау-Хадамарского (1626—1679), и его второй жены Марии Леопольдины Нассау-Зигенской (1652—1675).
24 января 1679 года после смерти своего отца 5-летний Франц Александр унаследовал титул князя Нассау-Хадамарского. До его совершеннолетия опекуном и правителем княжества Нассау-Хадамар являлся его дядя Франц Бернард (1637—1695). В 1710 году Франц Александр Нассау-Хадамарский был назначен судьей Имперского камерального суда в Вецларе. 28 января 1711 года он был приведен к присяге.
27 мая 1711 года в Хадамаре князь Франц Александр Нассау-Хадамарский умер в результате падения с лошади возле Лимбургских ворот (сейчас — Хаммельбург). Он был похоронен в княжеском склепе в церкви францисканцев Мюнхсберг в Хадамаре, одетым в мантию судьи Имперского камерального суда. Его сердце было помещено в часовне Святой Марии в Герценберге.
На месте происшествия был установлен памятный крест с надписью: Если я забуду тебя Боже, прости меня. Франц Александр, князь Нассау-Хадамарский, 26 мая 1711 года.
Позднее крест был перемещен на примерно 300 метров и в настоящее время находится на юго-восточной окраине Хадамара, но до сих пор на старой дороге, соединяющей Хадамар и Лимбург-ан-дер-Лан.

## Брак и дети
18 октября 1695 года в Ловосице (Чехия) князь Франц Александр Нассау-Хадамарский женился на Елизавете Екатерине Фелиците (14 февраля 1677 — 15 мая 1739 года), дочери Вильгельма «Старшего» Гессен-Рейнфельс-Ротенбургского. Супруги имели следующих детей:
- Франциска Мария Анна Вильгельмина (16 сентября 1696 — 18 июня 1697)
- Елизавета (21 сентября 1698 — 2 октября 1724), монахиня
- Иосиф Гуго (18 апреля 1701 — 6 декабря 1708)
- Шарлотта Вильгельмина Амалия Александрина (21 сентября 1703 — 25 сентября 1740), жена с 1721 года Жана-Филиппа Эжена де Мерод (1674—1732).

В 1705 году супруги расстались. К их расставанию немало приложила усилий Эрнестина, сестра Елизаветы Екатерины. Даже после того, как Эрнестина удалилась в женский монастырь в Альтенберге и, несмотря на усилия трирского архиепископа Иоанна VIII и императора Иосифа I, Франц Александр и его жена не смогли уладить свои разногласия. С 1705 года супруги жили отдельно: Франц Александр и дети проживали в замке Хадамар, а его жена — в замке Менгерскирхен. Ещё одна попытка посредничества 23 октября 1708 года в Хадамаре также не удалась. Тем не менее, смерть их сына, наследного принца Иосифа Гуго, сблизила их.
27 мая 1711 года 37-летний князь Франц Александр Нассау-Хадамарский скончался, не оставив наследников мужского пола. После длительных переговоров княжество Нассау-Хадамар было разделено между другими правителями из Оттоновской линии: Нассау-Диц, Нассау-Дилленбург, католической линией Нассау-Зиген и кальвинистской линией Нассау-Зиген. Город Хадамар перешел во владение католической ветви князей Нассау-Зиген.
Вдова Франца Александра Елизавета Екатерина Фелицита вторично вышла замуж 6 сентября 1727 года в Нюрнберге за графа Антона Фердинанда Аттемса, который также был вдовцом и почти на 14 лет моложе её. Он жил в замке Штернек вместе с первой женой баронессой Марией Августой фон Оу-Хирлинген. Елизавета Екатерина Фелицита умерла 15 мая 1739 года, в возрасте 62 лет, в Дице-на-Лане.

## Галерея

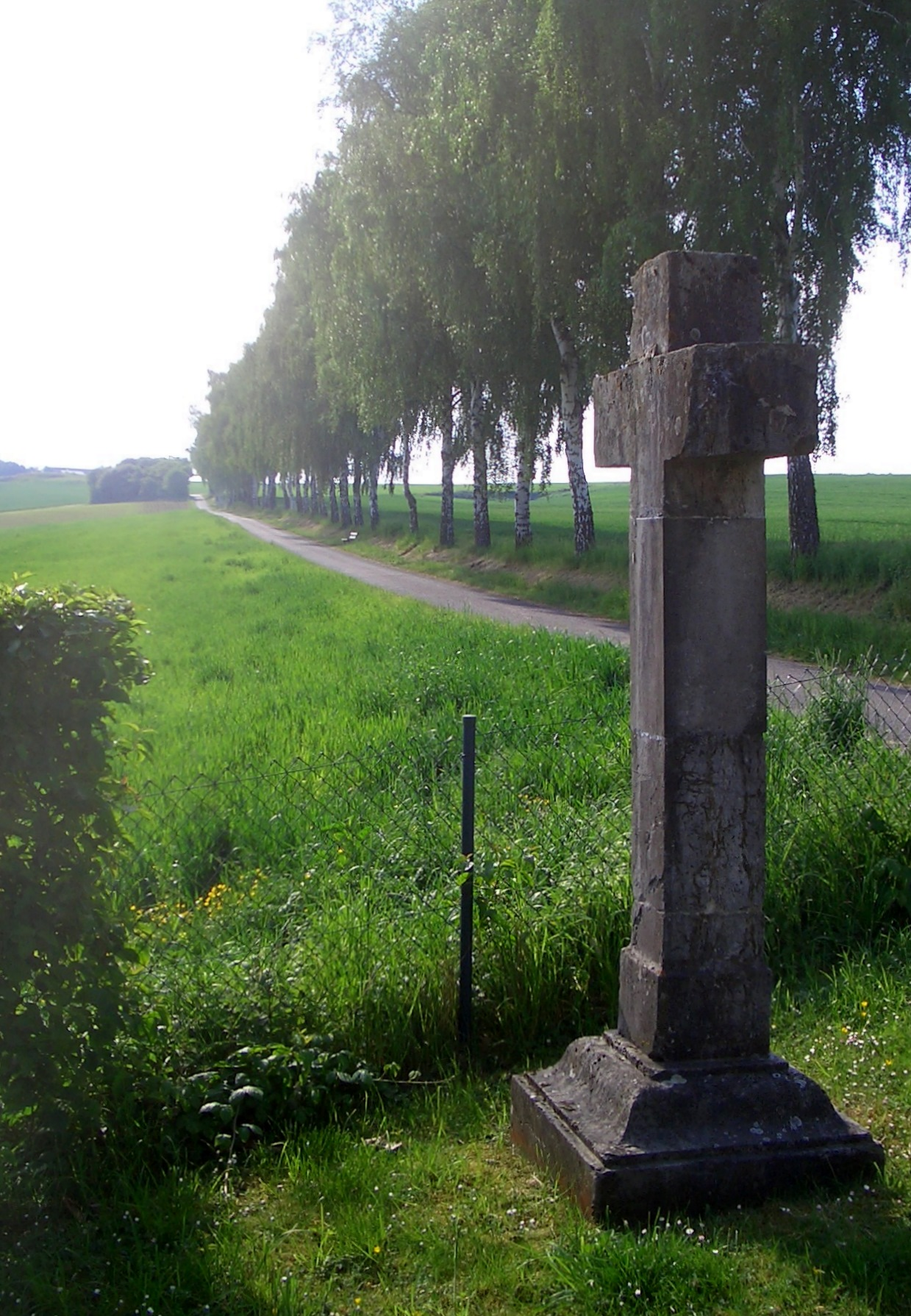
Мемориальный крест на месте гибели князя Франца Александра Нассау-Хадамарского
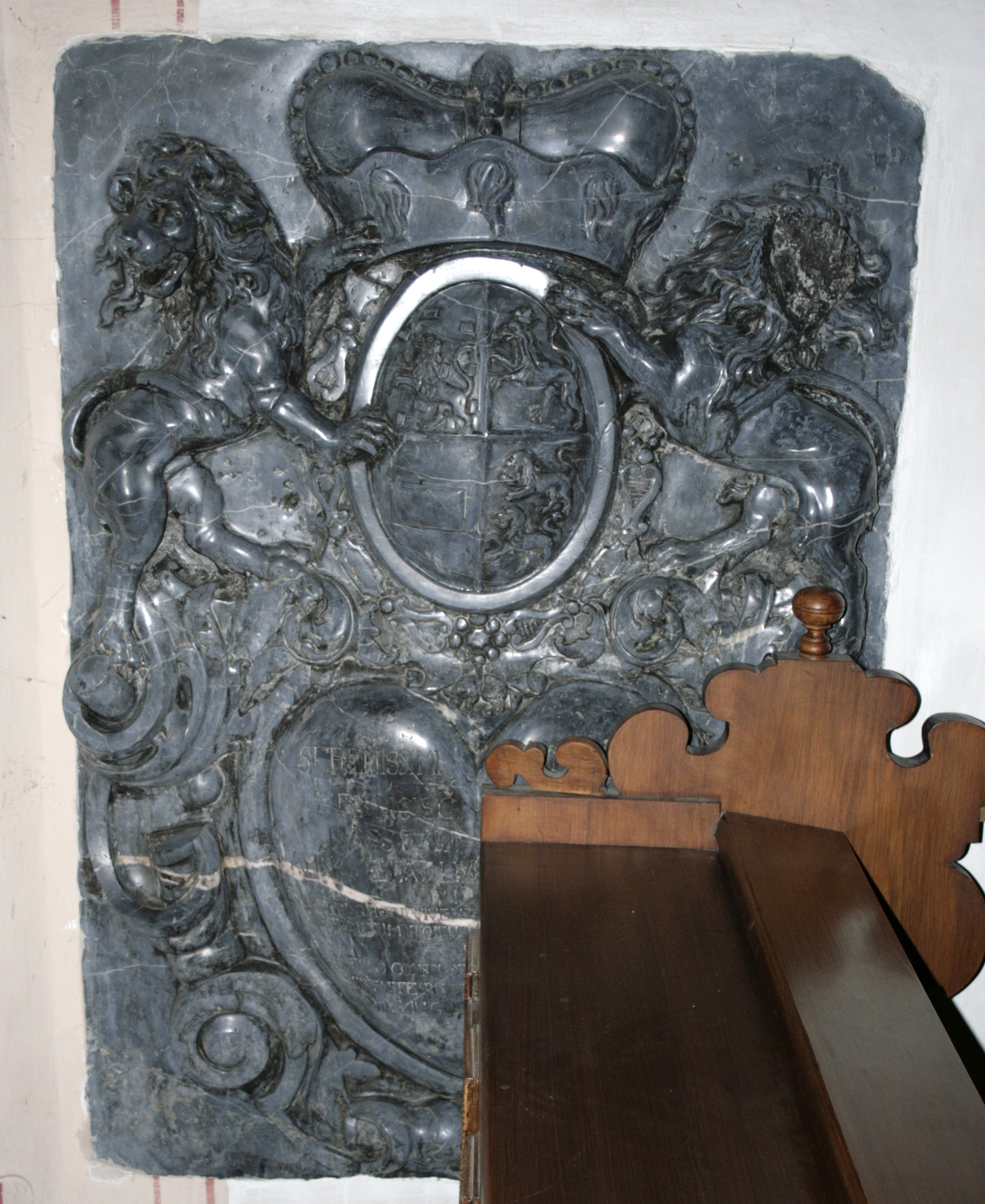
Сердце Франца Александра в часовне Герценберг в Хадамаре
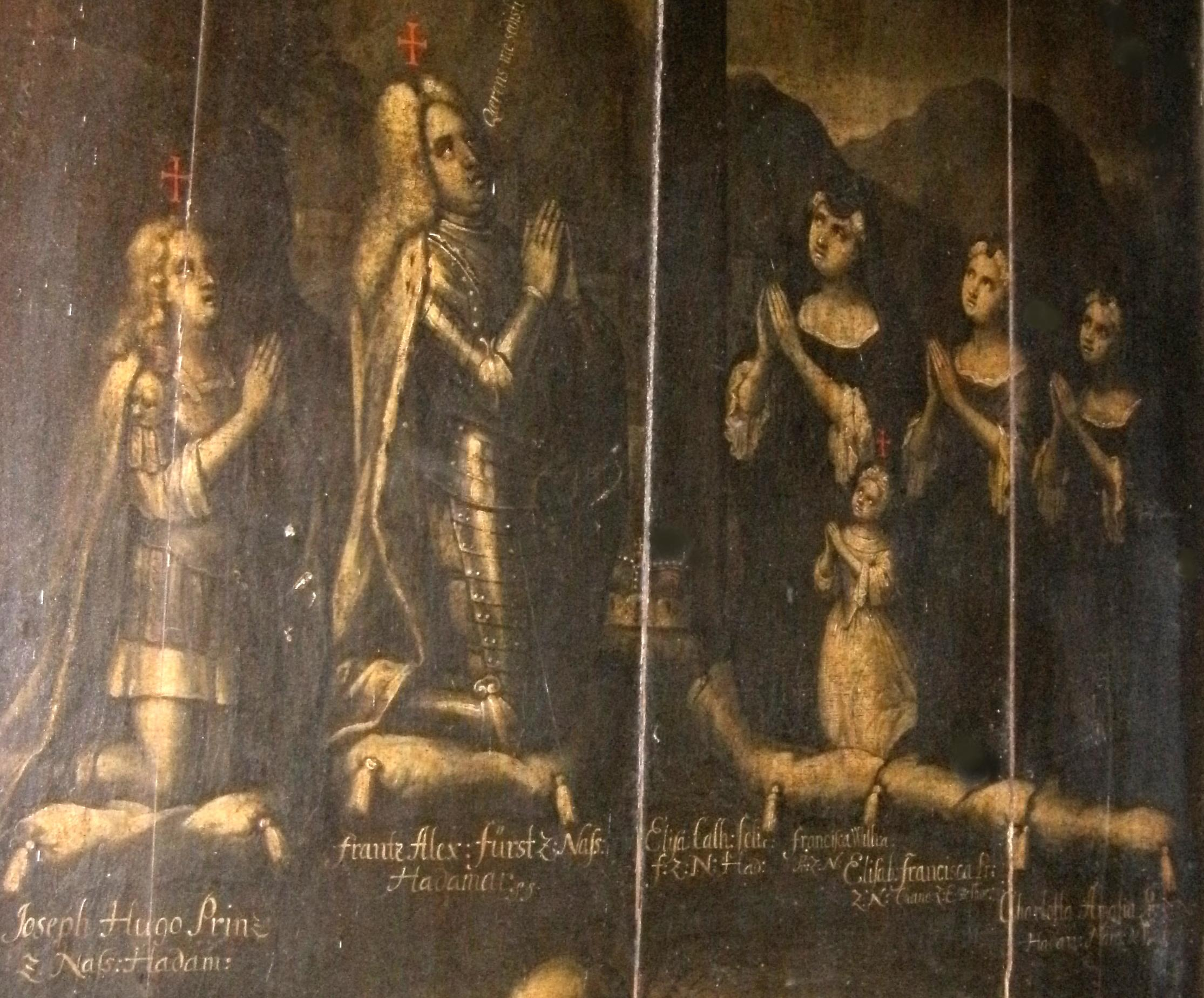
Молитва князя Франца Александра и его семьи
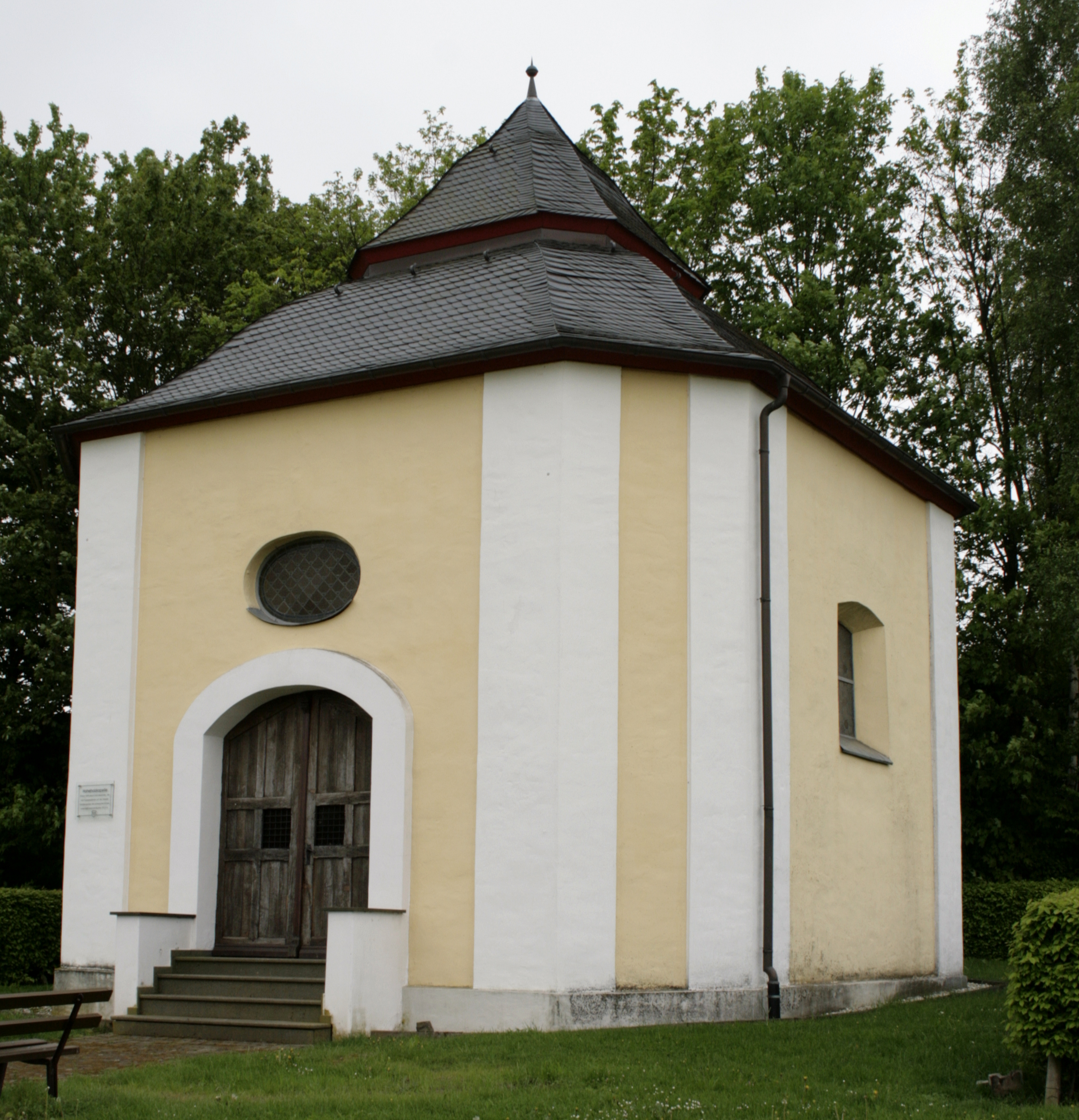
Часовня в Хадамаре, построенная при Франце Александре
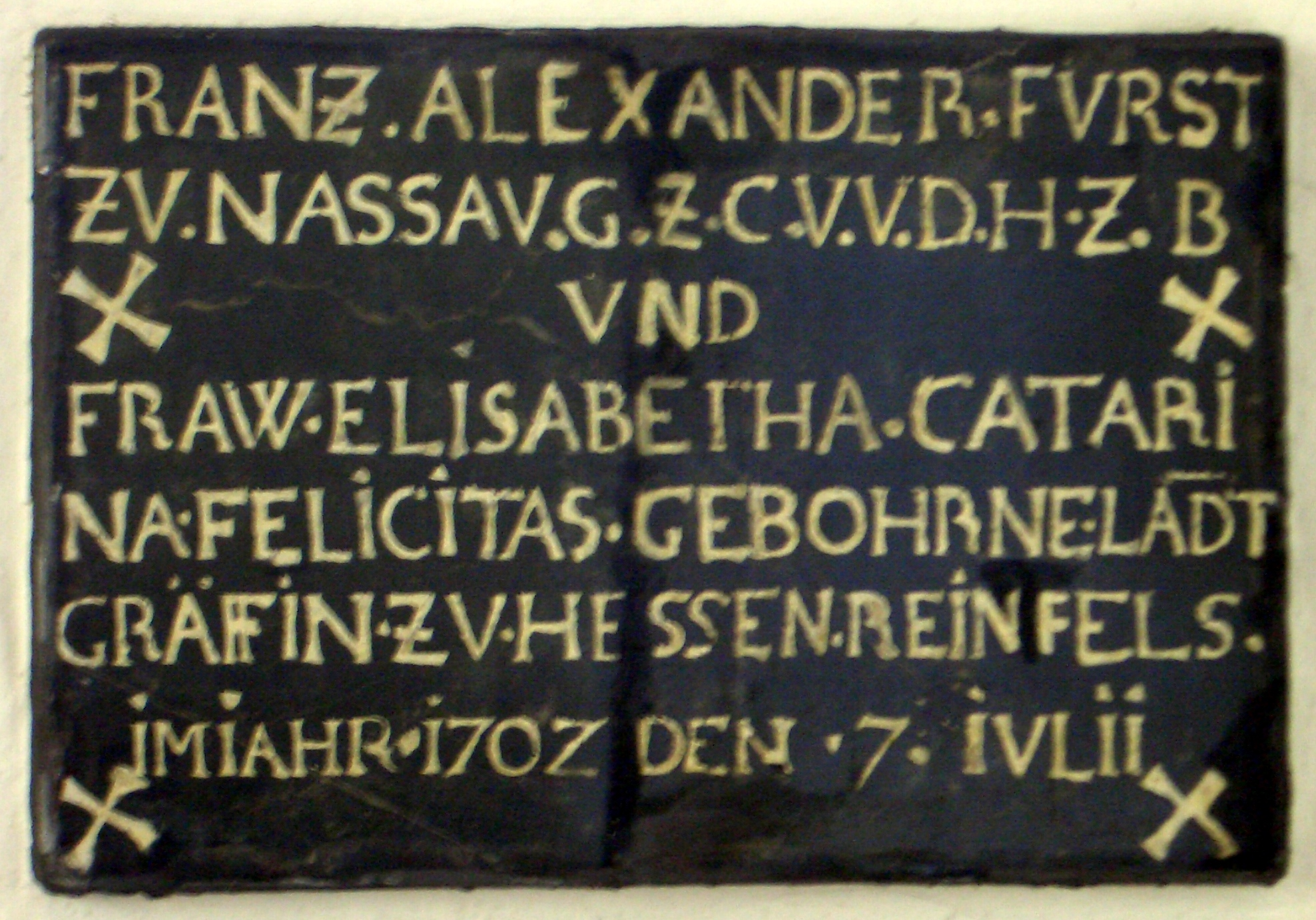
Мемориальная доска часовни в Штайнбахе